# Port Harcourt
Port Harcourt város Nigéria déli részén, a Niger folyó deltájának keleti részén, a Rivers szövetségi állam székhelye. A városnak 2007-ben mintegy 2 667 000 fő, az agglomerációnak 3 761 000 fő lakosa volt.

## Történelem
A várost 1912-ben alapította Észak-Nigéria Protektorátus és Dél-Nigéria Protektorátus kormányzója, Frederick Lugard, hogy az 1909-ben Enuguban talált szenet a kikötőn keresztül elszállíthassa. A várost az alapító 1913-ban nevezte el az angol gyarmatügyi miniszter Lewis Vernon Harcourt tiszteletére – és annak beleegyezésével – Port Harcourtnak. Később a városba beolvadtak a környező falvak is, így például Oroworukwo, Mkpogua, vagy Rumuomasi.
Az első világháború idején a britek a kikötő felhasználásával indítottak támadást Kamerun német gyarmat ellen.
Miután Oloibiriben 1956-ban nyersolajat tártak fel, Port Harcourt-ból indult az első nigériai kőolajszállítmány 1958-ban. A kikötőváros a nigériai olajipar központjává vált és ennek hatására jelentős fejlődésnek indult, a Niger folyó deltavidékének egyik legfontosabb ipari, kereskedelmi központjává fejlődött.
Amikor 1967-ben a „Biafrai Köztársaság” elszakadásával polgárháború tört ki Nigériában, a város – ami a szeparatista területen feküdt – hadszíntérré vált. A központi kormány csapatai 1968 május 19-én foglalták vissza a lázadóktól.

## Gazdaság
Lagos után az ország második legnagyobb kikötője. A mély vizű kikötő építését 1912-ben kezdték el; 1916 óta vasútvonal köti össze Enugu városával. Kiviteli cikkei közé tartozik az Enuguból érkező szén, a pálmaolaj, a földimogyoró. A város ipari központ, ahol kőolajat finomítanak, alumíniumlemezt, üveget, gumiabroncsot, festéket gyártanak.
Számos multinacionális cég székhelye. 

## Fordítás
- Ez a szócikk részben vagy egészben  a   Port Harcourt című angol Wikipédia-szócikk ezen változatának fordításán alapul.  Az eredeti cikk szerkesztőit annak laptörténete sorolja fel. Ez a jelzés csupán a megfogalmazás eredetét és a szerzői jogokat jelzi, nem szolgál a cikkben szereplő információk forrásmegjelöléseként.